# Festival international du film de Toronto 1986
Le Festival international du film de Toronto 1986 est la 11e édition du festival. Il s'est déroulé du 4 au 13 septembre 1986.

## Awards
| Award,                                             | Film                                                   | Lauréat                                |
| -------------------------------------------------- | ------------------------------------------------------ | -------------------------------------- |
| People's Choice Award                              | Le Déclin de l'empire américain                        | Denys Arcand                           |
| Best Canadian Feature Film                         | Le Déclin de l'empire américain                        | Denys Arcand                           |
| Best Canadian Feature Film - Special Jury Citation | Sitting in Limbo                                       | John N. Smith                          |
| Best Canadian Feature Film - Special Jury Citation | Dancing in the Dark (en)                               | Martha Henry (pour son interprétation) |
| International Critics' Award                       | Homme regardant au sud-est (Hombre mirando al sudeste) | Eliseo Subiela                         |

## Programme

### Gala Presentation
- Blue Velvet de David Lynch
- Down by Law de Jim Jarmusch
- Homme regardant au sud-est (Hombre mirando al sudeste) d'Eliseo Subiela
- La Légende de la forteresse de Souram de Sergueï Paradjanov et Dodo Abachidze
- Achik Kérib, conte d'un poète amoureux (Ashugi Qaribi) de Sergueï Paradjanov et Dodo Abachidze
- Le Fleuve de la mort (River's Edge) de Tim Hunter
- Thérèse d'Alain Cavalier
- Zoo (A Zed and Two Noughts) de Peter Greenaway
- Goodnight Mother ('night, Mother) de Tom Moore
- Malcolm (en) de Nadia Tass
- Ma vie de chien (Mitt liv som hund) de Lasse Hallström
- Requiem pour un massacre (Иди и смотри) d'Elem Klimov
- Les Enfants du silence (Children of a Lesser God) de Randa Haines
- Golden Eighties de Chantal Akerman
- A Hora da Estrela de Suzana Amaral
- Le Sacrifice (Offret) d'Andreï Tarkovski
- L'Âme-sœur (Höhenfeuer) de Fredi Murer
- Pourvu que ce soit une fille (Speriamo che sia femmina) de Mario Monicelli
- Mes deux hommes de Doris Dörrie
- Shadey (en) de Philip Saville

### Canadian Perspective
- Le Déclin de l'empire américain de Denys Arcand
- Sitting in Limbo de John N. Smith
- Dancing in the Dark (en) de Leon Marr (en)
- Welcome to the Parade de Stuart Clarfield

### Documentaires
- Sherman's March de Ross McElwee